# Tokaj (distrikt)
Tokaj är ett distrikt i Ungern. Det ligger i provinsen Borsod-Abaúj-Zemplén, i den nordöstra delen av landet, 190 km öster om huvudstaden Budapest.